# تيرايسوم
تيرايسوم ((بالمقدونية: Тауресиум)‏, بالغة إغريقية Tavresion, Ταυρήσιον) أو تُعرف بـ Gradište (Градиште) هو موقع أثري في مقدونيا، تقريباً 20 كيلومتر (12 ميل) شمال العاصمة إسكوبية. تيرايسوم هي مسقط رأس الإمبراطور البيزنطي جستنيان الأول (483) والملك ثيوداهاد من القوط الشرقيين (480).

## أعلام
- جستينيان الأول
- جستين الأول
- ثيوداهاد

## روابط خارجية
- tauresium.info - صفحة إنترنت مخصصة لـ تيرايسوم.